# Мукаррам Джах
Сахебзада Мир Баркат Али Хан Сиддики Мукаррам Джах Асаф Джах VIII, также известен как Мукаррам Джах (урду میر برکت علی خان مکرم جا اصف جہ‎; телугу మీర్ బర్కాత్ ఆలీ ఖాన్ ముకరం జా ఆసాఫ్ జా; 6 октября 1933 — 14 января 2023) — титулярный низам Хайдарабада после смерти своего деда в 1967 году.

## Биография

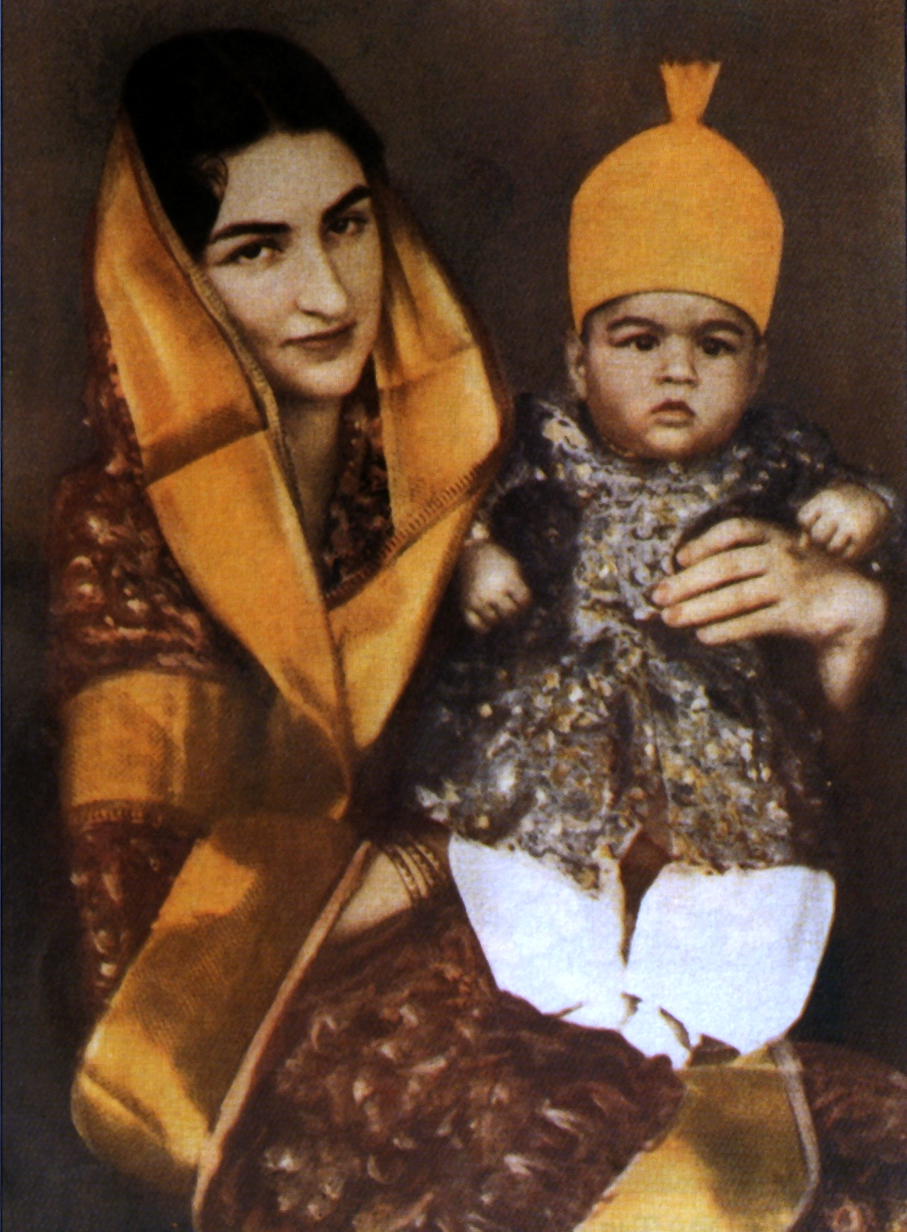
Мукаррам Джах со своей матерью, принцессой Дюррюшехвар-султан, дочерью последнего халифа Османской империи.

Родился 6 октября 1933 года во дворце Хилафет в Ницце (Франция). Старший сын принца Берарского Азама Джаха (1907—1970), старшего сына и наследника Османа Али-Хана (1886—1967), последнего правящего Низама княжества Хайдарабад (1911—1948), и его жены, османской принцессы Дюррюшехвар-султан, дочери последнего халифа Османской империи, Абдул-Меджида II. Джах получил образование в Индии в школе Дун, Дехрадун, где он закончил большую часть своей учебы. Затем он завершил свое образование в Хэрроу, Питерхаусе, Кембридже, Лондонской школе экономики и в Сандхерсте.
Мукаррам Джах был другом первого премьер-министра Индии, Джавахарлала Неру, и заявил в 2010 году, что Неру хотел, чтобы он стал его личным посланником или индийским послом в мусульманской стране. Его два главных дворца в Хайдарабаде, Чаумахалла и Фалакнума, были восстановлены и открыты для публики, первый — как музей, демонстрирующий эпоху Низамов, а второй — как роскошный отель. Отель Тадж Фалакнума Палас был открыт в феврале 2010 года и сдан в аренду компании Тадж Груп после почти десятилетнего ремонта.
Как и его отец, Мукаррам Джах был самым богатым человеком в Индии до 1980-х годов. Однако в 1990-х годах он потерял некоторые активы в результате развода. Его имущество и собственность, тем не менее, оценивается в 1 млрд долларов США.

## Браки и дети

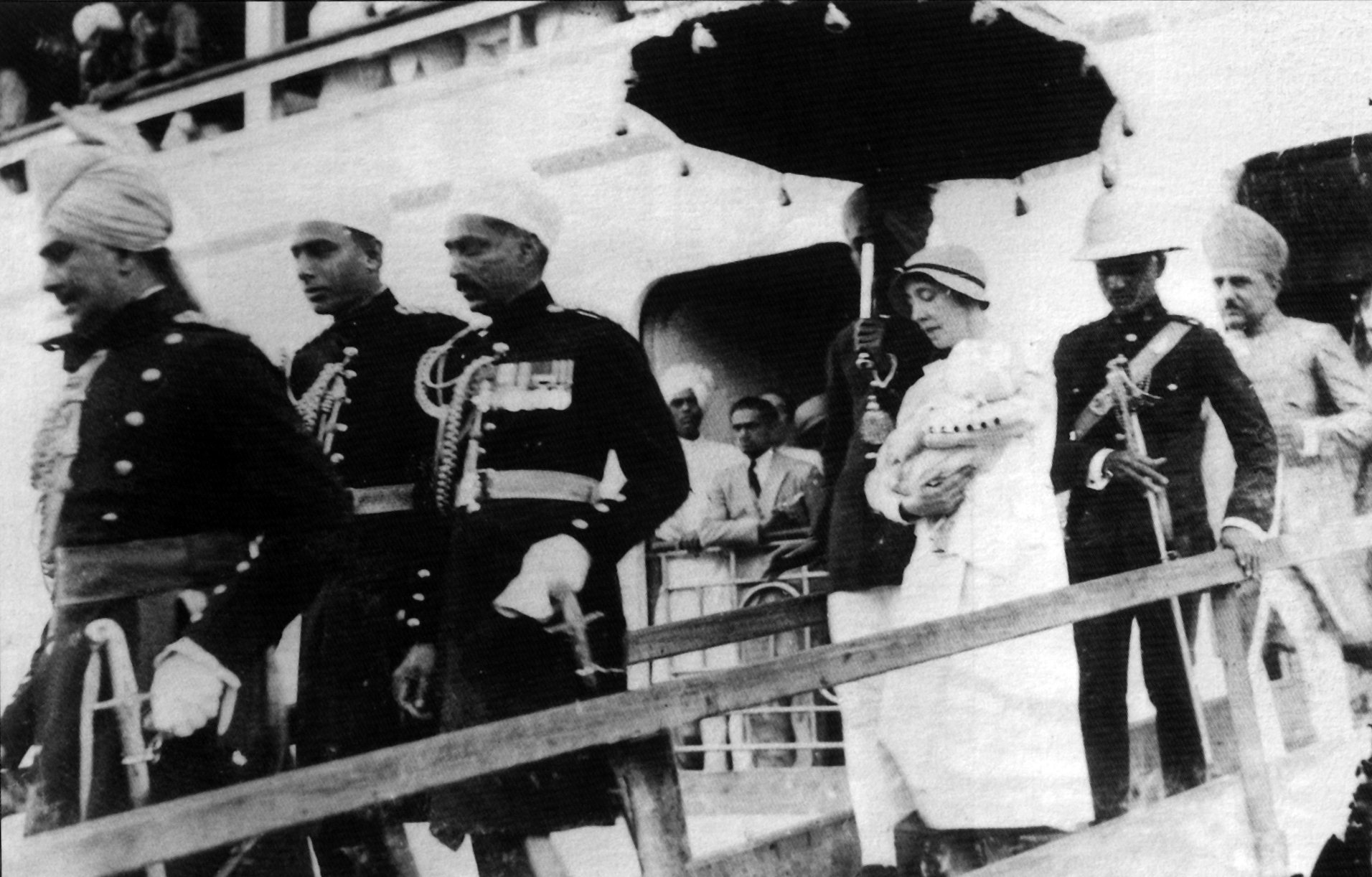
Няня несет принца с борта при прибытии в Бомбей в 1934 году

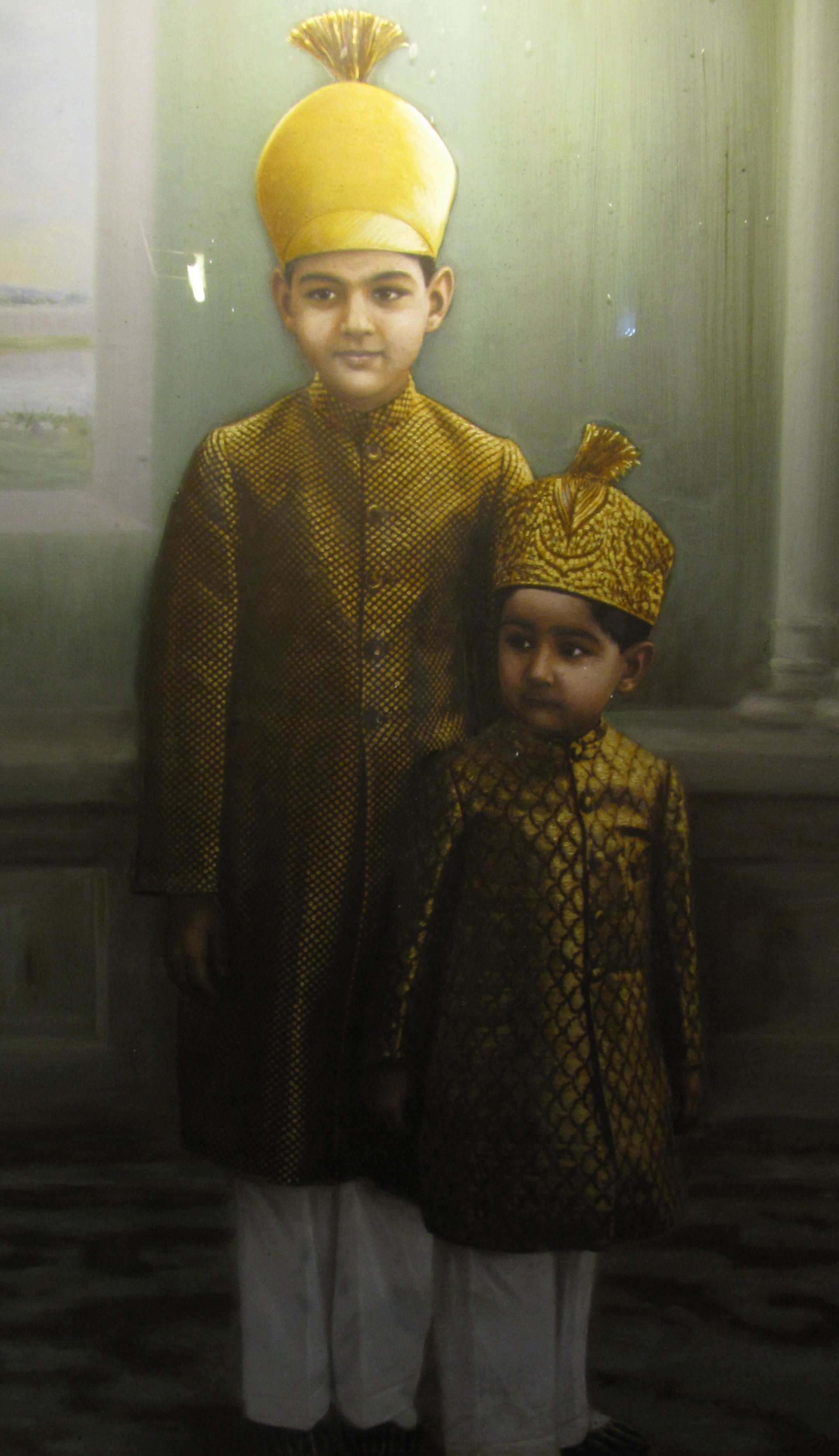
Мукаррам Джах и его младший брат Муффакхам Джах

Мукаррам Джах женился пять раз. Его первой женой была турецкая принцесса Эсра Биргин (род. 1938), и они поженились 12 апреля 1959 года в Лондоне. В 1974 году Джах покинул свой хайдарабадский дворец, поселился на овцеводческой станции в австралийской глубинке и развелся с женой, которая не хотела переезжать с ним .
В 1979 году он женился вторым браком на бывшей стюардессе и сотруднице Би-би-Си Хелен Симмонс (1949—1989). Она приняла ислам и сменила имя на Айша. После её смерти он женился в третий раз на Манолии Онур (1954—2017), бывшей Мисс Турции в 1992 году, и развелся с ней после пятилетнего брака в 1997 году.
В 1992 году он женился в четвертый раз на марокканке Джамиле Болароус (род. 1972).
В 1994 году женился в пятый раз на османской принцессе Орхеди (род. 1959).

### Сыновья и дочери
От брака с Эсрой Биргин у Муккарама Джаха были один сын и одна дочь:
- Валашан Наваб Сахебзада Мир Азмет Али Хан Сиддики Баяфенди Бахадур (род. 1962), также известный как Азмет Джах, женился в 1994 году, работал оператором, с 14 января 2023 года стал титулярным низамом Хайдарабада[3][10][16]
- Сахибзади Шехкьяр Униса Бегум (род. 1964), не замужем и не имеет детей[17].

От Хелен Симмонс у него есть два сына:
- Валашан Наваб Сахебзада Мир Александр Азам Хан Сиддики Баяфенди Бахадур (род. 1979)[17]
- Валашан Наваб Сахебзада Мир Мохаммед Умар Хан Сиддики Баяфенди Бахадур (1984—2004), умер в результате передозировки наркотиков[17].

От Маноли Онур у него родилась дочь:
- Сахебзади Нилуфер Юниса Бегум (род. 1992)[11]

От Джамили Булароус у него есть дочь:
- Сахебзади Зайрин Юниса Бегум (род. 1994)

## Смерть
Скончался в Стамбуле 14 января 2023 года в возрасте 89 лет. 

## Полный титул
Его Высочество Принц Рустам-и-Дауран, Арусту-и-Заман, Вал Мамалук, Асаф Джах VIII, Музаффар уль-Мамалик, Низам уль-Мульк, Низам уд-Даула, Наваб Мир Баракат Али Хан Сиддики Бахадур, Сипах Салар, Фатх Джанг, Низам Хайдарабада и Берара.

## Воинское звание
Почетный Генерал-лейтенант

## Дворцы
Дворцы, которыми он владеет:
- Дворец Чаумахалла, Хайдарабад
- Дворец Фалакнума, Хайдарабад
- Дворец Назрибах, Хайдарабад
- Дворец Наукханда, Аурангабад.